# Герасименко, Владимир Владимирович
Владимир Владимирович Герасименко (род. 17 октября 1944) — советский и российский конструктор и организатор производства, ведущий специалист по разработке оптико-электронных систем специального назначения, доктор технических наук. Лауреат Государственной премии СССР (1990). Почётный гражданин Красногорского района Московской области (2012).

## Биография
Родился 17 октября 1944 года в Ворошиловграде.
С 1963 по 1968 год обучался в Московском высшем техническом училище имени Н. Э. Баумана на кафедре «Оптико-электронные приборы», которое окончил с отличием.
С 1971 года на научно-исследовательской работе в Центральном конструкторском бюро Красногорского механического завода Министерства оборонной промышленности СССР (Красногорск, Московская область) в качестве инженера-исследователя, старшего и ведущего инженера, руководителя научно-исследовательской лаборатории, участвовал в конструкторском проекте по созданию не имеющей аналогов в России и за рубежом панорамной аппаратуры дистанционного зондирования Земли. С 1992 года — руководитель отдела космических средств дистанционного зондирования Земли, одновременно — главный конструктор детальных космических средств дистанционного зондирования Земли.
Основная деятельность В. В. Герасименко была связана с вопросами в области разработки оптико-электронных систем специального назначения, основное предназначение которых является дистанционное зондирование Земли из космического пространства. В. В. Герасименко внёс весомый вклад в разработку и внедрение в серийное производство некоторых оптико-электронных устройств повышенной точности и в усовершенствование системы определения плоскости наилучшего изображения, принимал участие на всех этапах разработки, изготовления и подготовки серийного производства различных изделий для ракетно-космической техники. Под руководством и при непосредственном участии В. В. Герасименко как главного конструктора проекта, велась разработка конструкторской документации оптико-электронного комплекса «Геотон-Л1» созданный для космических аппаратов дистанционного зондирования Земли «Ресурс-ДК1» и в последующем для «Ресурс-П». С 2013 года под его руководством ведётся разработка оптико-электронная аппаратура видимого диапазона «Аврора» для малого космического аппарата «Аист-2Д», предназначенного для проведения научных экспериментов, а также для отработки и сертификации целевой аппаратуры дистанционного зондирования Земли, обеспечивающей аппаратуры и их программного обеспечения для дальнейшего использования в перспективных разработках РКЦ «Прогресс».
6 февраля 2016 года «за создание космического комплекса «Ресурс-П» в составе космических аппаратов «Ресурс-П» № 1, N 2, наземного комплекса управления, наземного комплекса планирования целевого применения, приёма, обработки и распространения информации дистанционного зондирования Земли» В. В. Герасименко был удостоен Премии Правительства Российской Федерации имени Ю. А. Гагарина в области космической деятельности.

## Награды, звания премии
- Орден Дружбы (2017 — «за заслуги в развитии ракетно-космической промышленности»)[5]
- Заслуженный машиностроитель Российской Федерации[1][2]
- Государственная премия СССР («закрытым указом» 1990)[1][2][3]
- Премия Правительства Российской Федерации имени Ю. А. Гагарина в области космической деятельности (2016)[4]
- Почётный гражданин Красногорского района Московской области (19.11.2012 № 1276/74)[6]